# مسجد ندا
مسجد ندا (النِداءَ آوایش می‌شود) (به عربی: جامع النداء) از مساجد بزرگ و جامع در بغداد، است که در محله قاهره در کنار الرصافة، در شمال شرقِ بغداد جای دارد. به هنگام بنیانگذاری به مسجدِ روزِ ندا معروف بود، پس از اشغال عراق در سال ۲۰۰۳ تغییر نام داد به مسجدِ ندای اسلام (کوتاه: ندا). این مسجد یک گنبد و دو مناره دارد و نیز آن جایگاهِ زنان و خانهٔ خطیب و خانهٔ خادم و مؤذن و اتاق‌های نگهبانان و کتابخانه و مجلسِ مناسبات و شستشوخانه قرار دارد. همچنین بخشی از مسجد ویژهٔ حفظ قرآن و همایش‌ها و مناسبات دینی است.